# ريتشارد بيرل
ريتشارد نورمان بيرل (بالإنجليزية: Richard Perle) (1941 -) سياسي يهودي أمريكي يعد أحد أقطاب المحافظين الجدد الذين برزوا خلال إدارة جورج دبليو بوش وأحد أعمدة «تيار الصقور» في تلك الإدارة. يوصف في وسائل الإعلام الأمريكية بـ«أمير الظلام» و«دراكولا». كان أحد أهم منظري السياسة الأمريكية العدائية للعرب ومن أبرز من دعوا لاحتلال العراق.

## مهامه ومسؤولياته
- رأس مجلس السياسة الدفاعية ورغم أنه موقع استشاري لا يتمتع بأي سلطات تنفيذية، فإن العديد من الأوساط السياسية تؤكد أنه الشخص الأكثر نفوذا في تخطيط السياسة الإستراتيجية الأمريكية في إدارة بوش الابن.
- احتل منصب نائب وزير الدفاع، في إدارة رونالد ريغان في الثمانينيات.
- عمل عضواً في مجلس إدارة «المعهد اليهودي لدراسات الأمن القومي» ومديراً لصحيفة «جيروزليم بوست» الإسرائيلية.

في تموز 1996 قدم بيرل وثيقة مكتوبة إلى بنيامين نتنياهو، يطرح فيها سايات تصب في صالح إسرائيل مثل تطوير سياسة خارجية إسرائيلية تطالب بنبذ اتفاق أوسلو ومبدأ «الأرض مقابل السلام»، وبضم الضفة الغربية وقطاع غزة إلى إسرائيل بشكل نهائي. اقترح بيرل في التقرير إزاحة صدام حسين عن حكم العراق وتنفيذ عمليات عسكرية في لبنان وإزالة ياسر عرفات وانتقد الدول العربية بذريعة أنها غير ديمقراطية.
وفي تموز 2002 اقترح بيرل في جلسة لمجلس السياسات الدفاعية تطهير قيادة الأركان الحربية الأمريكية من كل المعارضين للحرب ضد العراق، كما دعا إلى احتلال منابع النفط في السعودية عسكريا من قبل الولايات المتحدة وقطع جميع الروابط مع الحكومة السعودية.

## آراؤه
يعلن عن آرائه بوضوح ومن أهم أقواله:
- سيكون العراق هو الهدف التكتيكي للحملة، وستكون المملكة العربية السعودية هي الهدف الإستراتيجي، أما مصر فستكون الجائزة الكبرى.
- التركيز على مسألة نزع أسلحة العراق كان خطأ سياسياً أدى إلى زيادة المعارضة للحرب، والأفضل الدعوة الصريحة لتغيير النظام العراقي.
- على أمريكا تغيير كل النظم غير المرضي عنها في العالم.
- لا مجال للتعامل مع القيادة الفلسطينية الحالية.
- لا بد من التخلي عن كل الحلفاء التقليديين في الشرق الأوسط.
- علاقة السعودية بأمريكا «وضع شاذ»، فالمفترض أنها حليف إستراتيجي وفي الوقت ذاته لا تزال الأموال تتدفق على الإرهابيين من السعودية.

## روابط ذات صلة
- Richard Perle interview about SDI for the WGBH series, War and Peace in the Nuclear Age
- AEI - Richard Perle profile as Resident Fellow of the American Enterprise Institute
- Judicial Watch legal complaint March 28, 2003
- "An End to Evil" by David Frum and Richard Perle, Gary Kamiya صالون، book review, January 30, 2004
- Richard Perle's Conflict editorial/op-ed in نيويورك تايمز March 24, 2003
- Rovian Ways, Nicholas Lemann, August 27, 2007
- Debates, interviews and statements
  - We had the very best of intentions Richard Perle in الغارديان May 30, 2007
  - "Middle East Peace: Illusion or Reality" Speech to "Chicago Friends of Israel" at جامعة شيكاغو February 28, 2007
  - Thank God for the Death of the UN Richard Perle in الغارديان March 21, 2003
  - Lunch with the Chairman سيمور هيرش in النيويوركر March 17, 2003
  - Saddam's Ultimate Solution نسخة محفوظة 3 يونيو 2008 على موقع واي باك مشين. transcript of interview with Richard Perle from بي بي إس Wide Angle July 11, 2002
  - Famous Ohio State University Debate - نعوم تشومسكي vs. Richard Perle, 1988 إم بي 3
- Hollinger
  - Hollinger International's management profiles of current executive officers and directors
  - "Report Details 'Kleptocracy' at Newspaper Firm" Frank Ahrens in واشنطن بوست September 1, 2004 about Hollinger
  - SEC - Breeden Report Report of Investigation by the Special Committee of the Board of Directors of Hollinger International Inc August 30, 2004

## روابط خارجية
- ريتشارد بيرل على موقع مونزينجر (الألمانية)
- ريتشارد بيرل على موقع إن إن دي بي (الإنجليزية)